# Sciades irroratus
Sciades irroratus là một loài bọ cánh cứng trong họ Cerambycidae.